# 韦尔肯拉特
韦尔肯拉特（法語：Welkenraedt，法語發音：[wɛlkənʁat]）是比利时列日省的一个语言便利市镇，人口9,920人（2018年1月1日）。韦尔肯拉特是比利时法语社群的一部分，当地居民多数使用法语，但作为一个语言便利市镇，市政部门会为德语和荷蘭語使用者在教育方面提供语言便利。